# گلی‌ناز
گِلی‌ناز (Mollugo) سرده‌ای است از گِلی‌نازیان علفی با ۳۵ گونه که در نواحی گرمسیری یافت می‌شوند؛ با اینکه برخی از گیاهان این سرده مصرف دارویی یا خوراکی دارند، در مجموع ارزش اقتصادی چندانی ندارند.

## برخی گونه‌ها
- Mollugo cerviana
- Mollugo gracillima
- Mollugo nudicaulis
- Mollugo pentaphylla